# Eunereis caeca
Eunereis caeca är en ringmaskart som beskrevs av Hartman 1960. Eunereis caeca ingår i släktet Eunereis och familjen Nereididae. Inga underarter finns listade i Catalogue of Life.